# 2С43 «Мальва»
2С43 «Мальва» — російська 152-мм самохідна артилерійська установка на базі колісного тягача БАЗ-6010-027 «Вощина» з колісною формулою 8×8. Розроблена російським ЦНДІ «Буревісник», в рамках дослідно-конструкторської роботи «Набросок».
Перші зображення (малюнки) системи були представлені в жовтні 2019 року, фотографії — в липні 2020 року.

## Опис
Перші зображення нової самохідки «Мальва» з'явилися в 2019 році. На форумі «Армия-2020» вона була представлена в закритій для публіки зоні експозиції. Новинка оснащена 152-міліметровою гаубицею 2А64. Така ж використовується на гусеничних артустановках «Мста-С» і буксированих 2А65 «Мста-Б». Гаубиця призначена для знищення різних цілей — від живої сили і техніки на передовій до тактичних ядерних засобів нападу в ближньому тилу на відстані до 24 км.
Мобільність САУ забезпечить всюдихідне шасі Брянського автомобільного заводу БАЗ-6010-027 з колісною формулою 8×8. Відкрита установка гаубиці без додаткової бронезахисту або башти дозволила полегшити машину. З боєкомплектом у 30 снарядів її вага складає 32 тонни. Це на чверть легше гусеничної «Мста-С».
Розробники в рамках дослідно-конструкторської роботи (ДКР) «Набросок», до кінця 2020 року мали провести перші стрільби та перевірити ходові якості машини багатокілометровим пробігом. Після завершення заводських тестів САУ пройде доопрацювання. Після чого гаубицю повинні передати для подальших випробувань оборонному відомству. Очікується, що тестування розпочнуть навесні або на початку літа 2021 року.
У 2021 році Міноборони РФ розпочне випробування нової 152-мм самохідної артилерійської установки 2С43 «Мальва».
В серпні 2022 року «Уралвагонзавод» повідомив, що держвипробування новітньої гаубиці «Мальва» завершаться наприкінці року.
Станом на 10 серпня 2023 року у корпорації «Ростех» розповіли що російська 2С43 «Мальва» вже пройшла держвипробування. Наразі розгорнуто її серійне виробництво та почне надходити до військ у найближчі місяці.

## Бойове застосування

### Російсько-українська війна
Застосовується російськими військами під час повномасштабного вторгнення РФ в Україну.

## ДКР «Набросок»
У рамках ДКР «Набросок» розробляється відразу кілька зразків озброєння, зокрема:
- 120-мм САУ 2С40 «Флокс» на шасі Урал-4320 «Мотовоз-М»,
- 120-мм «арктична» САУ 2С39 «Магнолія»(інші мови) на шасі дволанкового тягача ДТ-30МП «Витязь»,
- 82-мм міномет 2С41 «Дрок»(інші мови) на шасі «Тайфун-ВДВ» К-4386.